# Flughafen Centennial

i7
i11
i13
Der Centennial Airport (IATA-Code: APA, ICAO-Code: KAPA) ist der Regionalflughafen von Arapahoe County, Colorado, im Umland von Denver. Der sehr stark frequentierte Flughafen der Allgemeinen Luftfahrt ist von lokaler Bedeutung und verfügt neben einem Kontrollturm mit den zugehörigen Einrichtungen der Flugsicherung über drei Start- und Landebahnen. Zusätzlich finden sich einige Flugschulen, Vereine, Charterer sowie Wartungseinrichtungen für Flugzeuge.
Der ursprüngliche Name des Flughafens war Arapahoe County Airport. Er liegt unmittelbar südlich der Stadt Centennial, ist jedoch nicht nach der erst seit 2001 existierenden Kommune benannt.